# Radara vacillans
Radara vacillans là một loài bướm đêm trong họ Noctuidae.